# Euploea radamanthus
Euploea radamanthus är en fjärilsart som beskrevs av Fabricius 1793. Euploea radamanthus ingår i släktet Euploea och familjen praktfjärilar. Inga underarter finns listade i Catalogue of Life.

## Bildgalleri

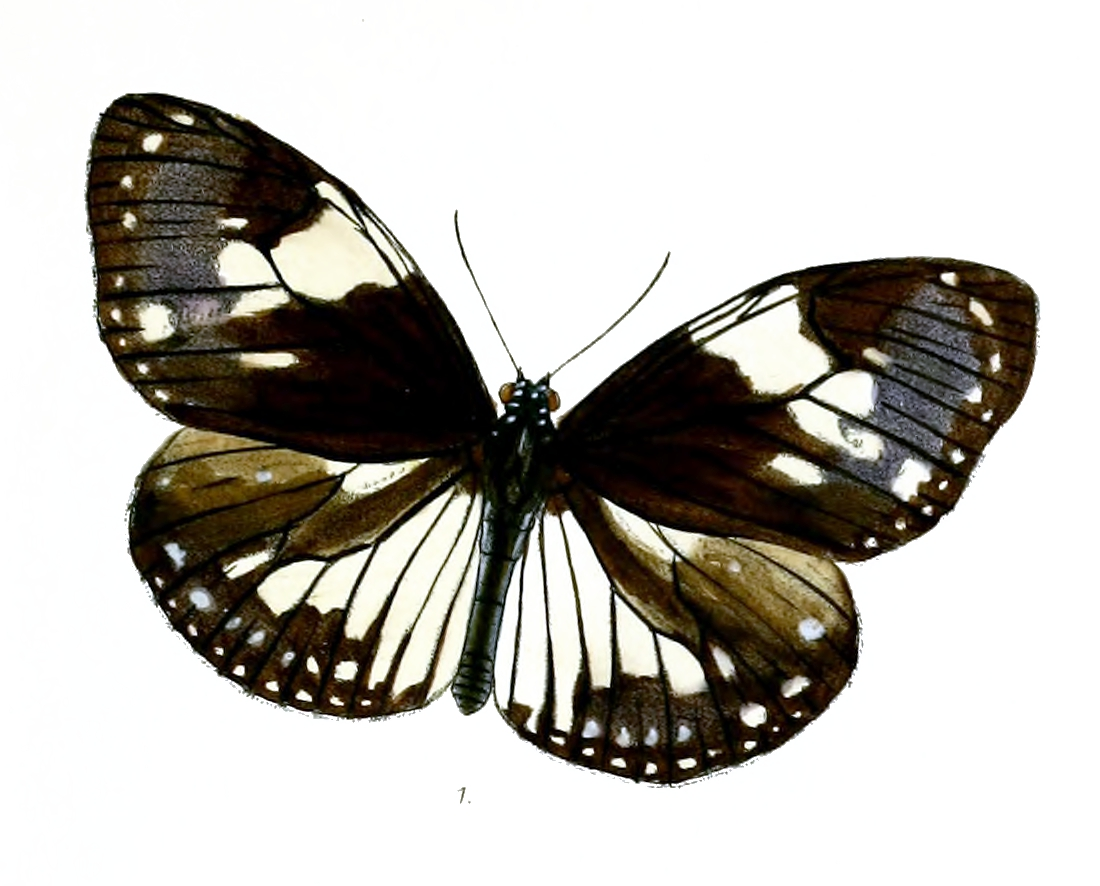
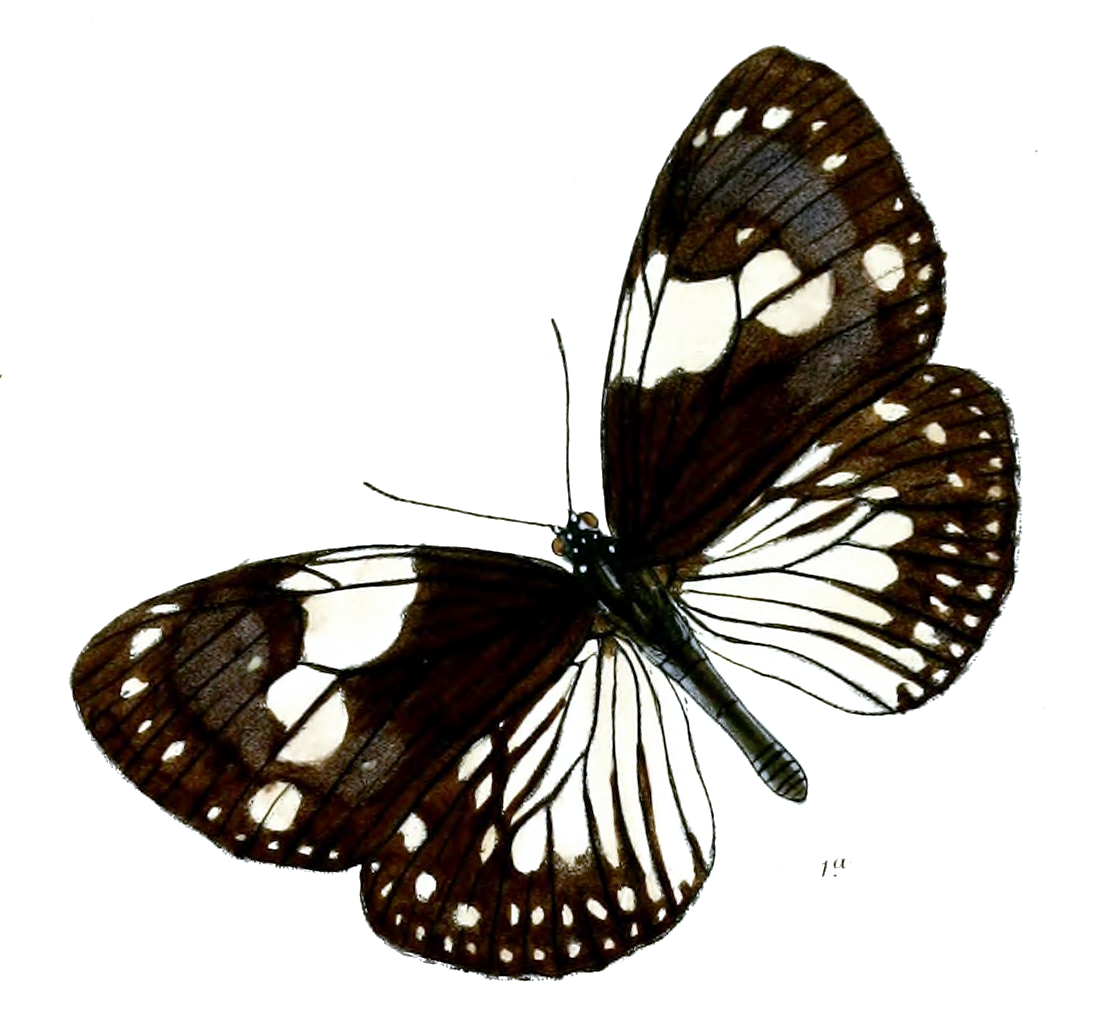
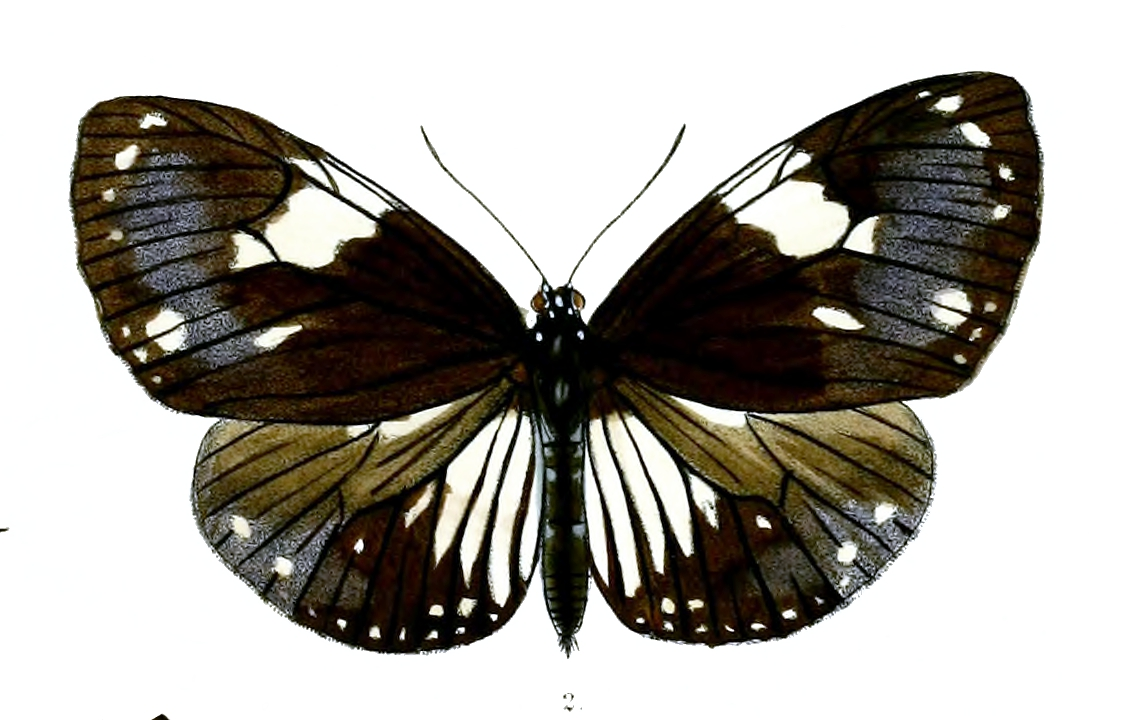
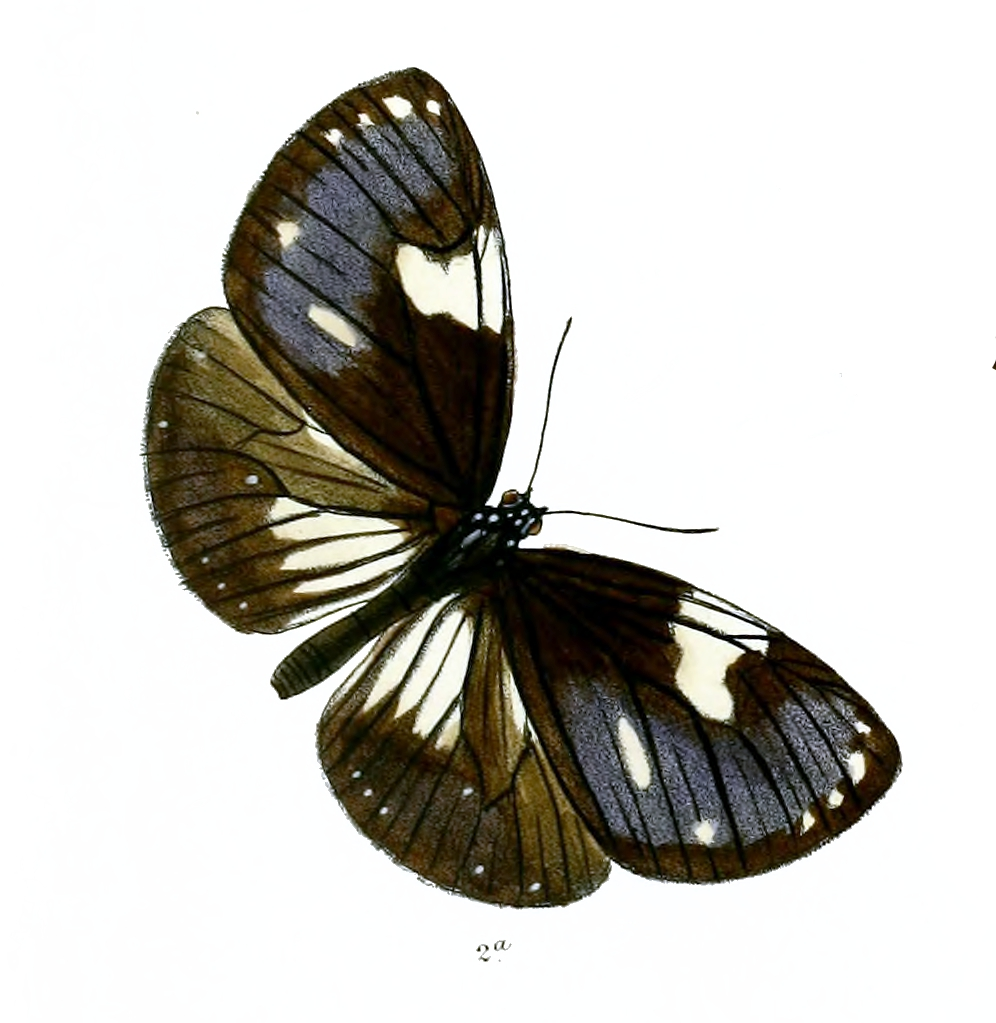
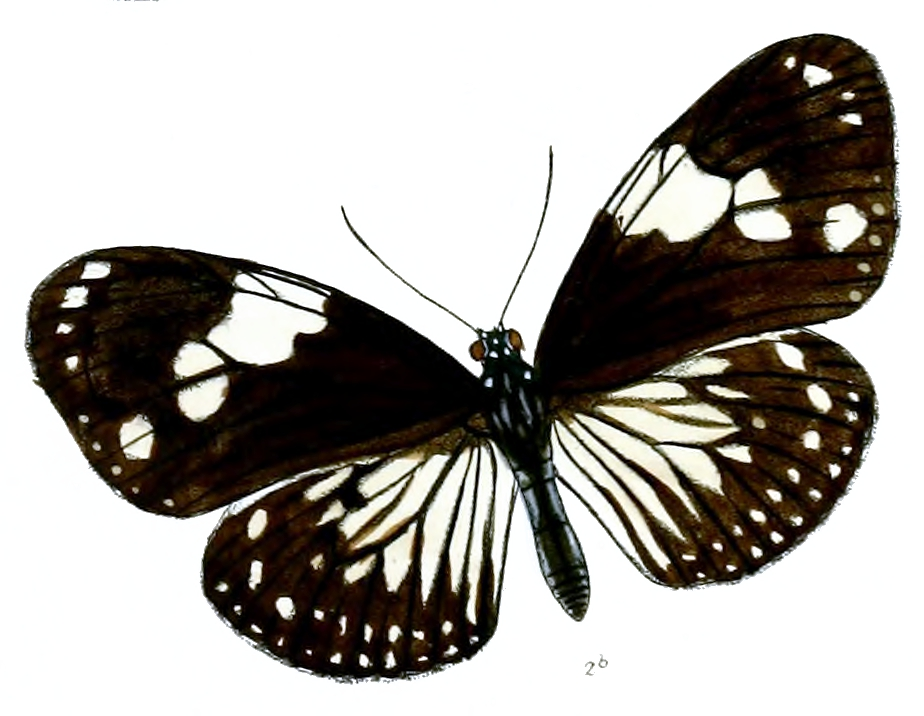
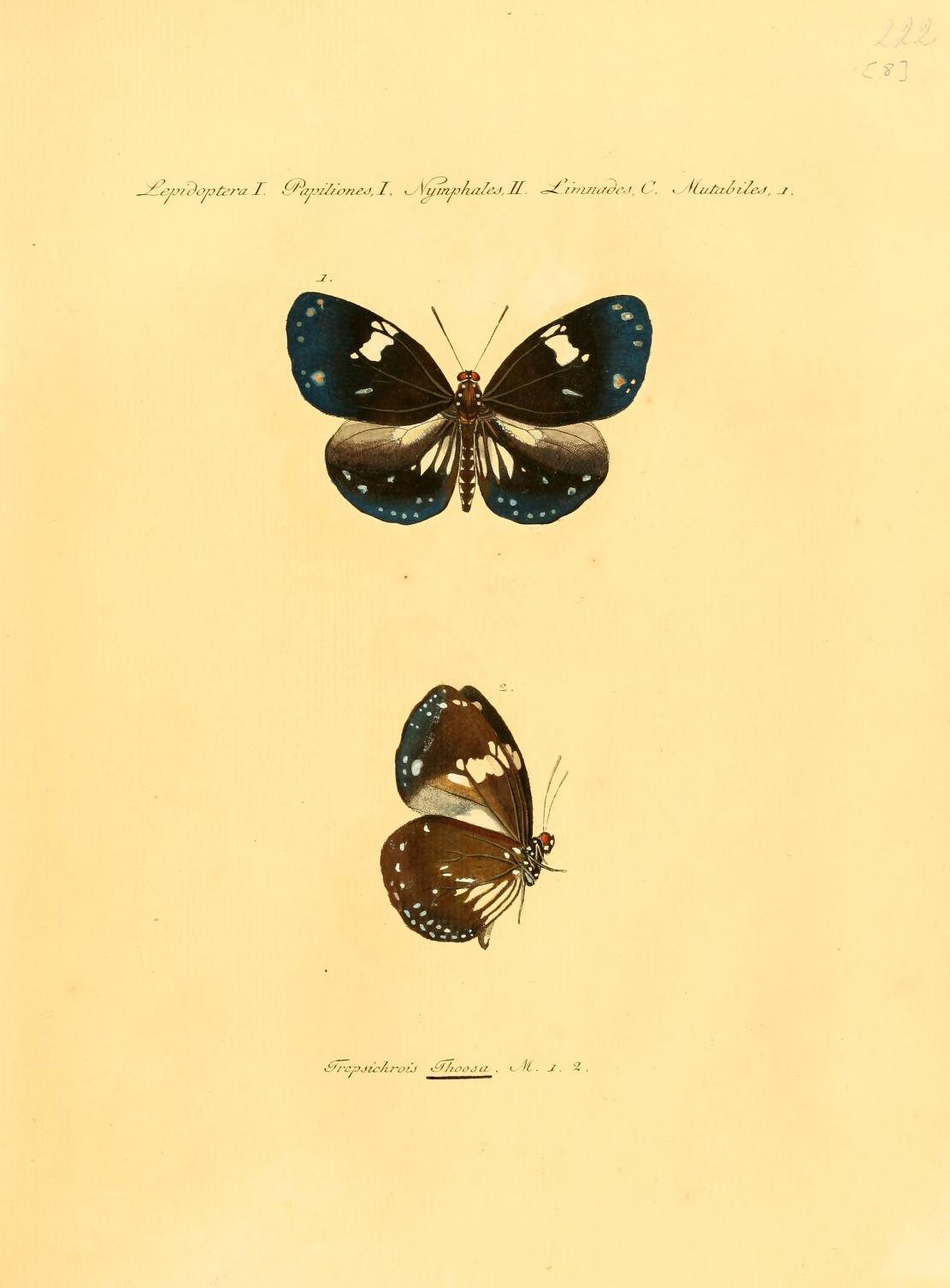
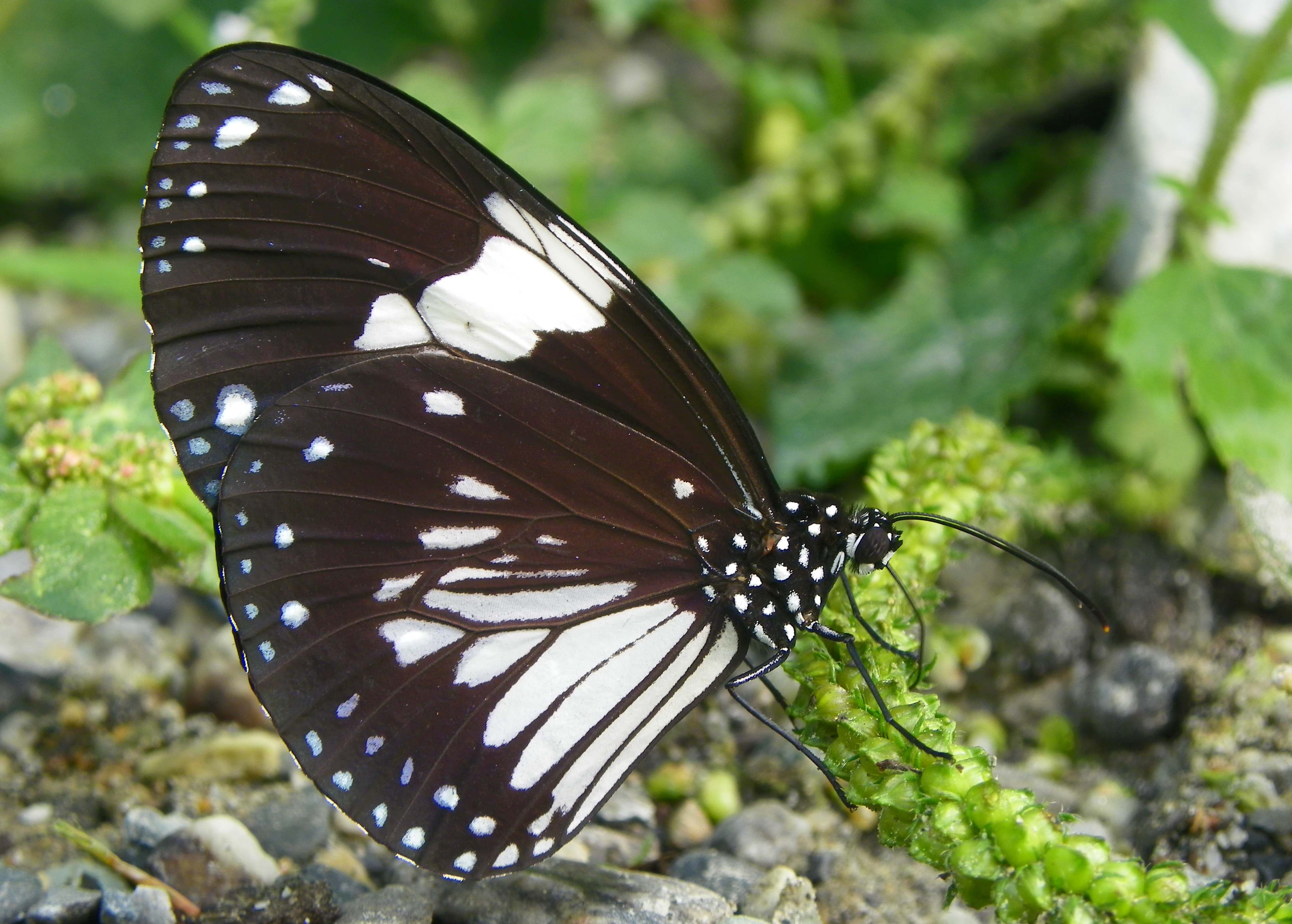